# フィル・アンダーソン

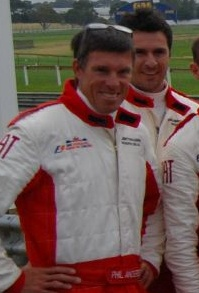
フィル・アンダーソン

フィル・アンダーソン（Phil Anderson OAM、本名：フィリップ・グラント・アンダーソン（Philip Grant Anderson）、1958年3月12日 - ）は、ロンドン生まれで、オーストラリアのメルボルンで育った、オーストラリア国籍の元自転車競技選手。

## 経歴
1978年のコモンウェルスゲームズ・個人ロードレースで優勝。
1980年、プジョーと契約を結んでプロに転向。
1981年のツール・ド・フランスでは、第6ステージでマイヨ・ジョーヌを獲得し、総合第10位。
1982年のツール・ド・フランスではさらに活躍し、第2ステージでマイヨ・ジョーヌを掴むと、第10ステージまで守り抜いた。最終総合順位も5位に入る健闘を見せ、マイヨ・ブラン（新人賞）を獲得した。
その後もツールでは1985年まで毎年総合成績では上位に食い込む健闘を見せる（1983年・9位、1984年・10位、1985年・5位）。
1983年、アムステルゴールドレースを制覇。
1984年、ペーター・ポスト率いるオランダのパナソニックのリーダーとして移籍するが、チューリッヒ選手権、ルント・ウム・デン・ヘニンガー＝トゥルムを制覇する。
1985年、ドーフィネ・リベレ、ツール・ド・スイスの両ステージレースで総合優勝。また同年のツール・ド・スイスでは、ポイント賞、山岳賞も獲得し、主要3部門独占を果たした。この他、ツール・ド・フランス総合5位、ルント・ウム・デン・ヘニンガー＝トゥルム連覇、E3プライス・フラーンデレン優勝等の実績を残す。
この頃のアンダーソンといえば、史上初のヨーロッパ国籍以外の選手によるツール・ド・フランス総合優勝達成が十分に期待されたほどの活躍ぶりを見せていたが、一方で1985年をピークとして、次第にアンダーソンの成績は下降線を辿っていった。
1988年、TVMへと移籍。デンマーク・ルント総合優勝。
1989年、ツール・ド・ロマンディ総合優勝。
1991年、モトローラに移籍。
1994年、15年間に亘るプロ生活に幕を下ろした。

## ロードレース国際化の先駆者
ツール・ド・フランスでの総合優勝は果たせなかったアンダーソンだが、一方で、ロンドン生まれとはいえ、当時ヨーロッパ国籍選手しか活躍の場がないと見られたロードレースにおいて、数々のメジャータイトルを獲得した実績は大いに評価される。ひいては後に、ツール・ド・フランスのみならず、ロードレースそのものが多国籍化の様相を呈することになっていくが、アンダーソンはその先駆けの選手だったといっても過言ではない。
1987年にオーストラリア勲章（OAM）を受章した他、2000年にはオーストラリア・スポーツ勲章、2001年にはオーストラリア独立100周年を記念して、過去1世紀に亘って著名な活躍をした人に授与される、特別勲章も受章した。